# اللغة العفارية
اللغة العفارية هي لغة أفريقية آسيوية يتكلم بها 1. 4 مليون شخص في منطقة القرن الأفريقي في إثيوبيا وإريتريا وجيبوتي.